# Bijzondere Belastinginspectie
De Bijzondere Belastinginspectie (BBI) is een kleine afdeling binnen de Belgische Federale Overheidsdienst Financiën.
De BBI is in 1979 ontstaan uit een samenvoeging van de Bijzondere Dienst van de Directe Belastingen en BTW.  Hij heeft de beschikking over een 600-tal ambtenaren (op 22.000 voor de belastingdienst in zijn geheel). Elke BBI-afdeling is in principe bevoegd voor alle belastingen en voor het hele land. Voor onderzoekingen in een ander gewest is een speciale machtiging voorzien. In de praktijk is er toch een zekere taakverdeling. Er zijn gewestelijke directies in Brussel, Antwerpen, Gent en Namen en ook nog afdelingen in Hasselt, Brugge, Luik, Charleroi en Bergen.
De BBI behandelt (vooral) dossiers met grootschalige, ingewikkelde, internationale en georganiseerde fiscale fraude.
De ambtenaren van de BBI hebben onderzoeksbevoegdheden voor alle belastingen en kunnen dus alle bijzondere wettelijke controlemogelijkheden van alle belastingen aanwenden. Zo moet een ambtenaar op elk moment, zonder voorafgaande kennisgeving, toegang worden verleend tot de lokalen waarvan deze het vermoeden heeft dat er een economische activiteit wordt uitgeoefend. Dit zowel in sfeer van de belasting over de toegevoegde waarde (artikel 63 W.BTW) als in de inkomstenbelasting (artikel 319 WIB). Woningen kunnen enkel met machtiging van de politierechter worden binnengegaan. De fiscus heeft geen huiszoekingsrecht, enkel een visitatierecht. 
Gezien de functie van de BBI is deze administratie de bevoorrechte partner voor de gerechtelijke speurders. Om een goede coördinatie tussen de verschillende diensten mogelijk te maken in gerechtelijke dossiers, worden sommige BBI-ambtenaren gedetacheerd naar de Federale Politie. Deze ambtenaren krijgen dan ook de hoedanigheid van officier van gerechtelijke politie.

## Taken
De BBI heeft als opdracht de grote, georganiseerde fiscale fraude te bestrijden. Aldus is de BBI bevoegd om over te gaan tot de verificatie van de fiscale toestand van alle belastingplichtigen en dit voor alle belastingen, rechten en taksen waarvan de federale Staat de vestiging, de controle of de inning verzekert.
Conform haar "kernopdracht" legt de BBI zich hoofdzakelijk toe op het onderzoek van fraudezaken die verband houden met de georganiseerde economische en financiële delinquentie, inzonderheid die betreffende
- een inbreuk verbonden met belangrijke en georganiseerde fiscale fraude waarbij ingewikkelde mechanismen worden aangewend of waarbij gebruik wordt gemaakt van procédés met internationale dimensie (bijv. carrousels)
- financiële zwendel
- misbruik van maatschappelijke goederen
- het organiseren van insolvabiliteit.

In hoofdzaak vervult de BBI een opdracht van controle en taxatie, waarbij zij ook instaat voor alle aspecten van de geschillenprocedure. Zij beschikt daarvoor over de steun van juridische cellen die eveneens een belangrijke rol spelen op het vlak van technische en juridische bijstand aan de taxatiediensten.
Daarnaast beschikt de BBI eveneens over een mobiele invorderingscel: zij moet er voor zorgen dat de invordering van de BBI-taxaties "veilig gesteld" wordt. In nauwe samenwerking met de betrokken ontvangers van de Administratie van de invordering neemt zij de nodige initiatieven om de effectieve invordering te verzekeren en de organisatie van insolvabiliteit uit te schakelen.